# Aladdins forunderlige lampe
|  | For andre betydninger, se Aladdin (flertydig) |
Aladdins forunderlige lampe (russisk: Волшебная лампа Аладдина) er en sovjetisk spillefilm fra 1967 instrueret af Boris Rytsarev. Filmen er baseret på eventyret Aladdin fra Tusind og en Nat.
Filmen havde premiere i Sovjetunionen den 30. december 1967.

## Medvirkende
- Boris Bystrov – Aladdin
- Dodo Chogovadze – Budur
- Sary Garryýew
- Andrej Fajt
- Otar Koberidze – Sultan